# Amfiszbéna

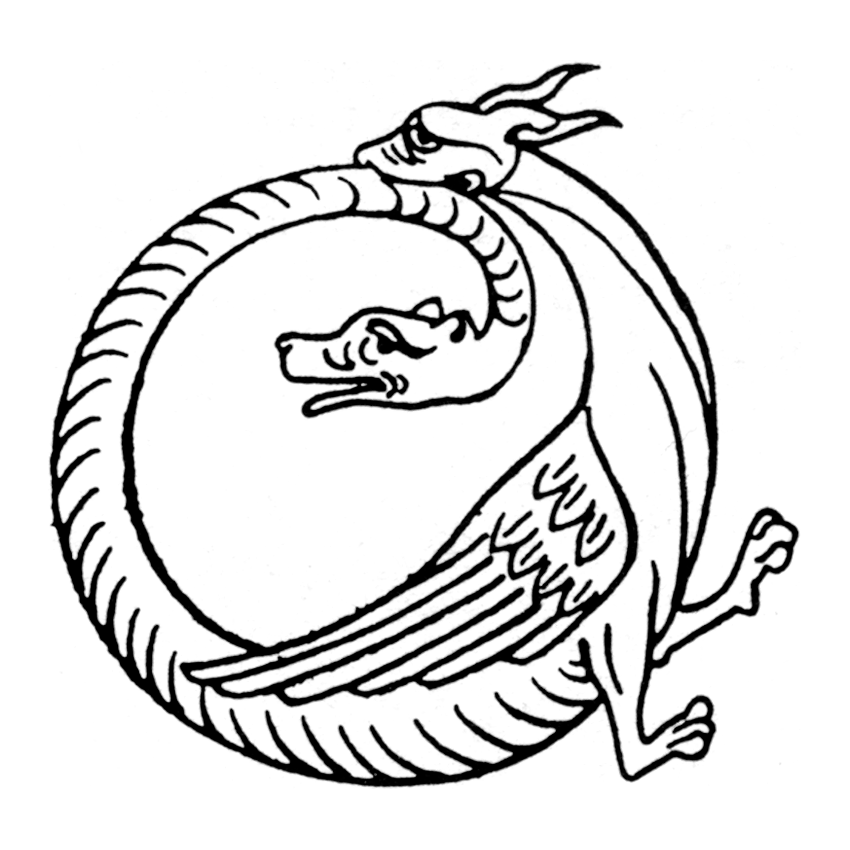

Az amfiszbéna [angolul: amphisbaena, amphistere] a címertanban gyíkszerű vagy más négylábú állat, melynek a farka helyén is fej látható.
Gyakori a francia heraldikában, ahol szárnyas kígyó, sárkánylábakkal és a farka egy vagy több kígyófejben (fr: gringolé a megfelelő számú fejjel) végződik. Az angol heraldikában ehhez hasonló a cockatrice, melyet amfiszbénaszerű baziliszkusznak (angolul: amphisian cockatrice) is neveznek.

## Kapcsolódó szócikk
- Baziliszkusz